# Ла-Ґалера
Ла-Ґалера — муніципалітет в Іспанії, у складі регіону Moнсіна, у провінції Таррагона, Каталонія. У 2009 році його населення становило 884 особи. Ла-Ґалера є частиною вільної асоціації муніципалітетів Taula del Sénia.

## Історія
Хоча підтвердити це документально не вдалося, деякі історики вважають, що Ла-Ґалера має давньоримське походження. 
Однак найперші документальні свідчення про місто датуються 1320 роком, коли Яків II Арагонський надав контроль над селом, відомим як Побла-де-ла-Галера, архієпископу Тортози. Вважається, що населення почало осідати тут до 1303 року.

## Основні пам'ятки
Найвідомішою будівлею є вежа Ла-Ґалера. Вона була побудована в 1340 році як сторожова вежа і була побудована жителями міста. Має прямокутну основу і значну висоту. У 1684 році інтер'єр було перетворено на парафіяльну церкву, присвячену Сант-Льоренсу. Реформування храму було затримано під час війни за іспанську спадщину, коли вежа служила військовим складом. Освячення нової церкви відбулося 15 серпня 1711 року.

## Культура
У XVII столітті в місті з’явилися гончарі, що стало традицією місцевих ремісників. У місті є музей, який розповідає про виготовлення глиняних посудин. У травні проходить фестиваль гончарства.
Ла-Ґалера святкує свій головний фестиваль у серпні.

## Економіка
Основною економічною діяльністю є сільське господарство, зокрема вирощування оливок, ріжкового дерева, вина та мигдалю.